# Луций Фулвий Абурний Валент
Луций Фулвий Абурний Валент (на латински: Lucius Fulvius Aburnius Valens) e юрист от сабинианската школа в Древен Рим.
Произлиза от фамилията Фулвии – Абурнии. Син е на Гай Абурний Валент (суфектконсул 109 г.).
Той работи като юрист при Луций Яволен Приск, който е написал 14 книги libri epistularum с юридически анализи.